# Florida Panther National Wildlife Refuge
Das Florida Panther National Wildlife Refuge ist ein Naturschutzgebiet der USA. Es befindet sich im Südosten Floridas im Gebiet der Everglades und dient in erster Linie dem Schutz des Florida-Pumas, der auch als Florida-Panther bezeichnet wird. Neben diesem leben 24 weitere bedrohte Tierarten im Gebiet. Darunter der Florida-Schwarzbär, der Mississippi-Alligator, der Rallenkranich und die Indigo-Schlange. Als wichtiges Beutetier des Pumas ist auch der Weißwedelhirsch erwähnenswert. Die Vegetation wird von Kiefernwäldern, Zypressensümpfen, Feuchtwiesen und Seen dominiert. Das Schutzgebiet wird vom United States Fish and Wildlife Service verwaltet.

Florida Panther National Wildlife Refuge
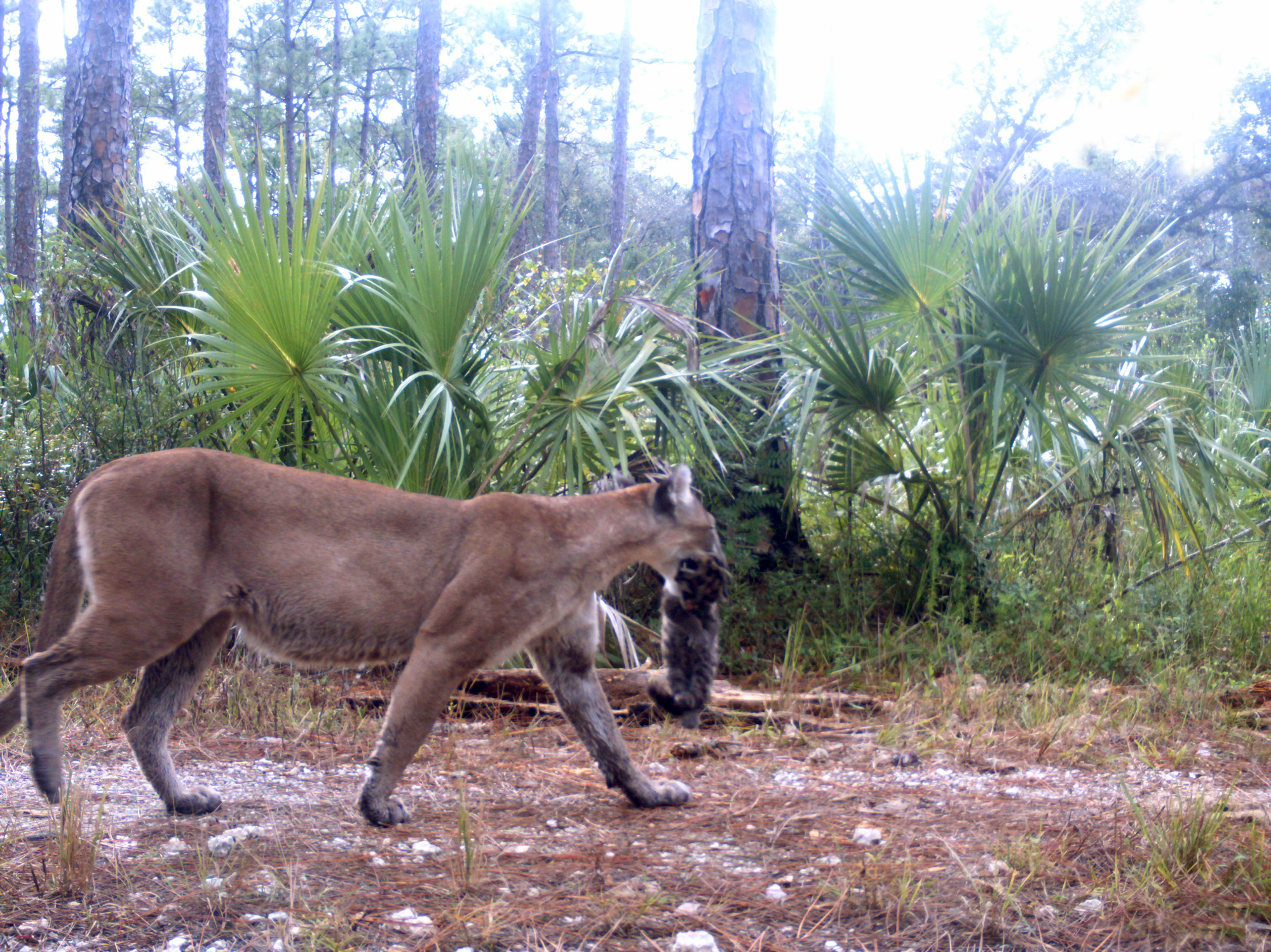
Puma mit Jungtier
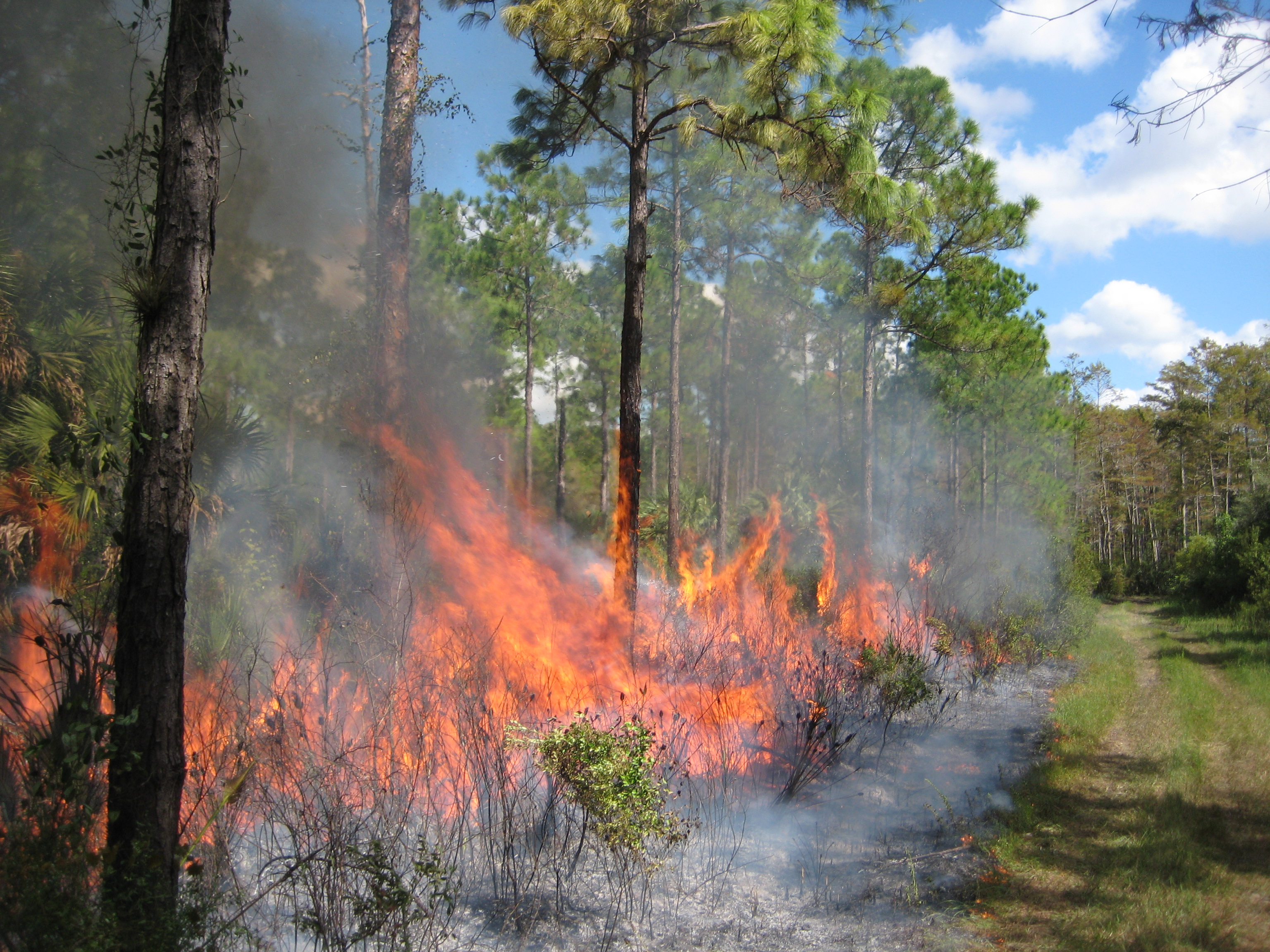
Brennender Unterwuchs im Schutzgebiet
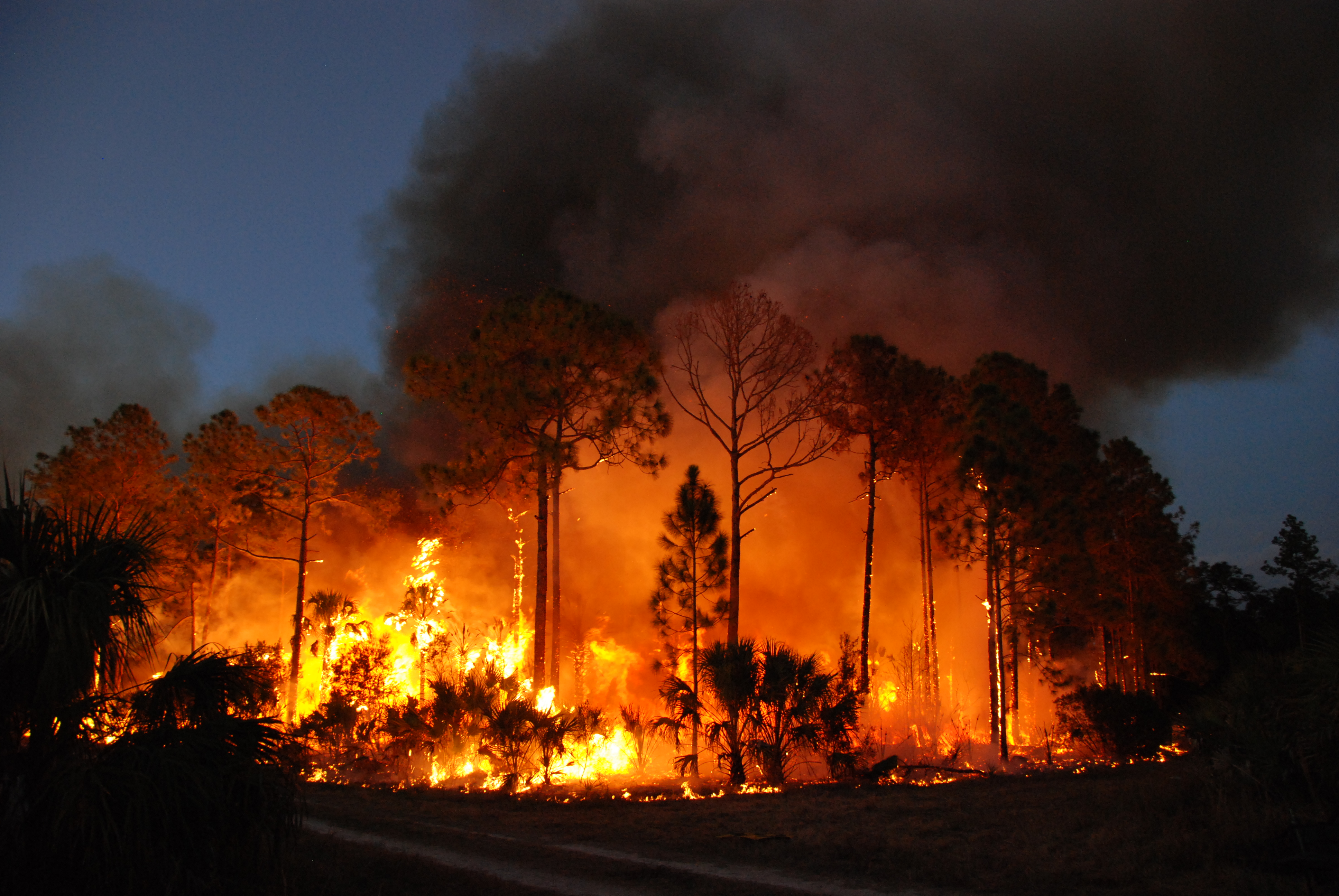
Waldbrand
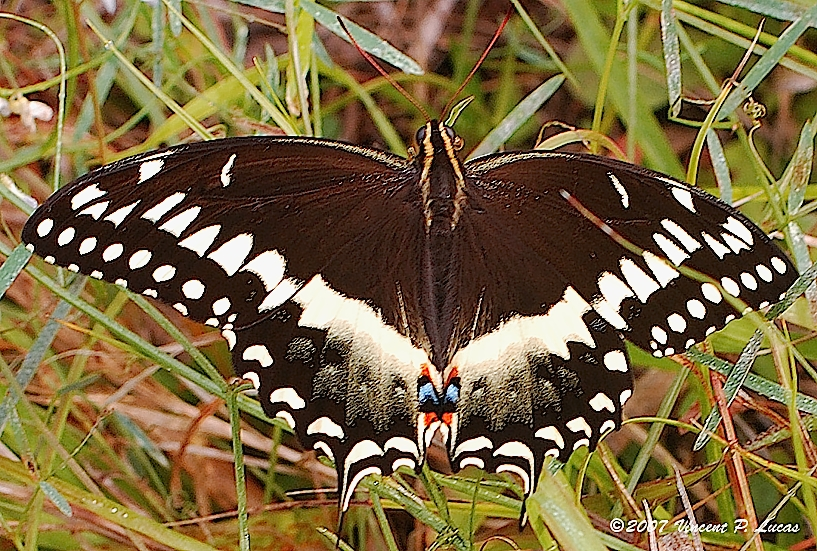
Schmetterling (Papilio palamedes)